# R.O.A.
R.O.A est la marque du constructeur espagnol de motos, triporteurs et camionnettes Motorizadas Onieva installé à Madrid. Le nom de la marque est constitué des propres initiales de son fondateur, Rafael Onieva Ariza qui l'a crée en 1952. Plusieurs modèles de motos, tricycles ont été produits ainsi que des fourgonnettes Tempo Matador sous licence à partir de 1961. La société est renommée Tempo Ibérica SA en 1963, puis est rachetée et intégrée par Barreiros SA en 1966.

## Histoire
La société Indústrias Motorizadas Onieva - IMO est créée en 1952 par Rafael Onieva Ariza. Elle débute la fabrication de motos de sa propre conception en utilisant un moteur Hispano Villiers, en 1953, commercialisées sous la marque R.O.A.
En 1958, IMO présente une « micro-car » à la foire de Barcelone, une voiturette à trois roues animée par un moteur deux cylindres de 197 et 250 cm3 Hispano Villiers. La ligne s'inspire très fortement de l'Isetta du constructeur italien Iso Motors mais, en raison de son prix élevé, environ 45.000 pesetas à l'époque, elle n'est produite qu'à 6 exemplaires.
En 1960, IMO s'associe au constructeur de motos allemand BMW Motorrad pour assembler en Espagne les motos BMW R 27 destinées au groupe de la circulation de la Garde civile. Les motos et les triporteurs R.O.A. connaissent un grand succès commercial, avec plus de 40.000 unités produites au cours des 17 années d'activité du constructeur.
En 1960, IMO  construit aussi une petite série de 12 exemplaires d'un mini porteur à quatre roues, inspiré du « Farmobil » allemand, équipé d'un moteur à essence BMW deux cylindres, quatre temps de 600 cm3 de cylindrée. Le projet doit être abandonné rapidement en raison du refus du constructeur allemand de délivrer une licence de fabrication et de l'impossibilité d'obtenir des licences d'importation pour les moteurs BMW : à l'époque, l'Espagne franquiste est soumise aux sanctions internationales de l'ONU qui interdit tout échange commercial sauf pour les produits agricoles.

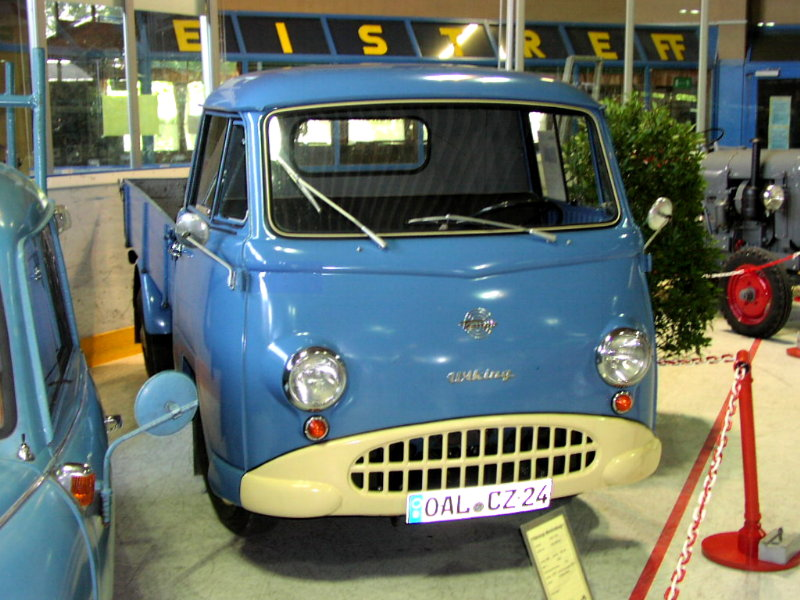
Tempo Wiking, semblable au modèle produit sous licence par Tempo Onieva.

Au début des années 1960, l'Espagne connait un fort développement interne et la demande de véhicules industriels augmente fortement. En 1961, IMO s'associe avec la société allemande Vidal & Sohn Tempo-Werk GmbH de Hambourg pour fabriquer les fourgons Tempo Matador en Espagne. La société Tempo Onieva SA est spécialement créée à cet effet, dans laquelle Industrias Motorizadas Onieva, Barreiros SA et Rheinstahl Hanomag, propriétaire de Tempo et déjà partenaire de Barreiros dans une société de fabrication de tracteurs agricoles, sont actionnaires à parts égales.
Ces fourgons ont une charge utile de 1,5 tonne. Ils sont construits sur un châssis tubulaire et disposent de la traction avant. Ils sont équipés d'un moteur Diesel léger Barreiros de 55 ch. Ces véhicules sont les premiers fourgons sur le marché espagnol à être équipés d'un moteur diesel. À peine 4.000 exemplaires sont produits en 4 ans.
ROA a également fabriqué une série de 100 cabines en fibre de verre pour les premiers camions Barreiros.
En 1963, la société a été renommée Tempo Ibérica SA. En 1967, elle est rachetée et intégrée dans Barreiros SA.